# Samaris macrolepis
Samaris macrolepis är en fiskart som beskrevs av Norman 1927. Samaris macrolepis ingår i släktet Samaris och familjen Samaridae. Inga underarter finns listade i Catalogue of Life.